# 四方湖

四方湖是一个位于中国安徽省蚌埠市的淡水湖，面积约为8.62平方千米，属于淮河区。它的一级流域为淮河流域，二级流域为淮河干流水系。